# Morioka Ryuzo
Morioka Ryuzo (森岡 隆三 Morioka Ryūzō, sinh ngày 7 tháng 10 năm 1975) là một cựu cầu thủ bóng đá Nhật Bản. Anh từng thi đấu cho đội tuyển bóng đá quốc gia Nhật Bản.

## Sự nghiệp câu lạc bộ
Anh gia nhập Kashima Antlers năm 1994. Anh chuyển tới Shimizu S-Pulse vào tháng 8 năm 1995. Câu lạc bộ giành chức vô địch J.League Cup 1996 và J.League Division 1 2001. Đội giành chức vô địch Cúp các câu lạc bộ đoạt cúp bóng đá quốc gia châu Á 1999–2000 và hạng ba Cúp các câu lạc bộ đoạt cúp bóng đá quốc gia châu Á 2000–01. Anh chuyển tới Kyoto Sanga ở J2 League năm 2007. Anh giúp đội bóng lên hạng J1 League vào mùa 2007. Anh giải nghệ cuối mùa 2008.

## Thống kê sự nghiệp
| Đội tuyển bóng đá Nhật Bản | Đội tuyển bóng đá Nhật Bản | Đội tuyển bóng đá Nhật Bản |
| Năm                        | Trận                       | Bàn                        |
| -------------------------- | -------------------------- | -------------------------- |
| 1999                       | 7                          | 0                          |
| 2000                       | 14                         | 0                          |
| 2001                       | 11                         | 0                          |
| 2002                       | 2                          | 0                          |
| 2003                       | 4                          | 0                          |
| Tổng cộng                  | 38                         | 0                          |